# La Sargantain
La Sargantain é uma pintura a óleo realizada por Ramon Casas em 1907 em Barcelona e que pertence, desde então, à coleção do Cercle del Liceu de Barcelona.
Por volta de 1905, Casas conheceu uma jovem de 18 anos, de origem humilde como vendedora de loteria, com a qual estabeleceu a única relação sentimental estável que se tem notícia e com a qual acabaria se casando no dia 28 de setembro de 1922. A atração que o pintor sentiu por esta jovem no início da relação, chamada Júlia Peraire i Ricarte, está sobradamente refletida nesta obra, sem dúvida a pintura mais sensual de toda a sua trajetória artística.
Com a mudança de século e, especialmente, depois do sucesso rotundo de Casas com a exposição individual realizada na Sala Parés em 1900, a sua produção se centrou preferentemente no retrato, gênero com o que debutou no já então longínquo Salon des Champs-Élysées de Paris de 1883 e que o consagraria pelo resto de sua vida. Os retratos deste largo período continuam evidenciando o dom especial deste artista, tanto para representar os traços fisionômicos do personagem em questão, que –na maioria dos casos– eram mulheres da burguesia catalã, como a sua facilidade para captar o ambiente. Ao mesmo tempo, em La Sargatain se manifestam de novo também os seus dons extraordinários de colorista no valente tratamento do amarelo intenso do vestido que insinuantemente se recolhe no colo da moça. Casas sentia uma grande atração por Peraire e pode-se sentir o desejo entre os dois na obra: a postura passional da modelo que agarra um dos braços da cadeira e as dobras do vestido que se convergem todas para a entreperna. O desejo e a paixão de um e outra são inegáveis no quadro.
Contudo, naqueles tempos, o Modernismo catalão chegava ao fim e, em consequência, aqueles artistas que, tal como Casas, o tinham liderado, passavam à retaguarda da arte catalã. A nova situação do pintor no panorama artístico catalão apareceu, como é lógico, na sua obra que sempre sofreu de um certo convencionalismo.
O quadro obteve o prêmio que concedia o Cercle del Liceu na V Exposição de Arte de Barcelona de 1907, feito que condicionava a obra a formar parte do acervo da entidade. Hoje em dia a obra pode ser vista no Saló dels Miralls desta instituição, que pagou 2.000 pesetas pela tela. Houve uma restauração em 1948 e uma limpeza em 1996.